# James Monroe
James Monroe (28 tháng 4 năm 1758 - 4 tháng 7 năm 1831) là tổng thống thứ 5 của Hoa Kỳ (1817-1825), và người thứ tư thuộc tiểu bang Virginia giữ nhiệm kỳ tổng thống. Monroe, một đồng minh thân cận của Thomas Jefferson, là một nhà ngoại giao, người ủng hộ cho Cách mạng Pháp. Ông đóng vai trò hàng đầu trong Chiến tranh 1812 với tư cách là bộ trưởng chiến tranh và bộ trưởng ngoại giao dưới thời James Madison. Trúng cử năm 1816, nhiệm kỳ của ông được đánh dấu bằng việc giành được tiểu bang Florida (1819); Thỏa hiệp Missouri (1820), trong đó Missouri được tuyên bố là một bang có nô lệ; sự tuyên bố học thuyết Monroe (1823), nêu rõ sự chống đối của Mỹ với sự can thiệp của các nước Châu Âu vào các nước Mỹ Latinh.

## Chào đời
Monroe sinh ngày 28 tháng 4 năm 1758 tại hạt Westmoreland, bang Virginia.

## Học vấn
Từ năm 11 đến năm 16 tuổi, Monroe học ở Học viện Campbelltown, một ngôi trường có tiếng tăm do Cha Archibald Campbell thuộc giáo xứ Washington điều hành. Tại đây, Monroe đã học trội hơn các bạn khác cùng trang lứa ở hai môn: Toán và tiếng Latin. Trong số các bạn học cùng lớp có John Marshall, sau này là chánh án Tòa án Tối cao Liên bang Hoa Kỳ. Năm 16 tuổi, Monroe vào học trường William and Mary. Tuy nhiên, vào năm 1774, bầu không khí ở ngôi trường vùng Williamsburg này không còn cho người ta tâm trạng để học hành được nữa. Cuộc cách mạng sắp sửa bùm nổ như đang thắp lên lòng yêu nước nhiệt thành của hầu hết các sinh viên, trong đó có cả Monroe. Tháng 6 năm 1775, sau khi những trận đánh mở màng của Lexington và Concord đã nổ tiếng súng khai cuộc cho cuộc cách mạng, Monroe cùng 24 thanh niên trưởng thành hơn đã bất ngờ tấn công kho chứa vũ khí ở Dinh thống sứ. 200 khẩu súng, 300 thanh gươm mà họ lấy được đã góp phần trang bị thêm cho lực lượng quân dân Williamsburg. Đầu năm sau, ông bỏ học Lục quân Lục địa Mỹ.

## Đời tư
Vào cuối đời, làm ăn thua lỗ đã khiến Monroe lâm vào cảnh nợ nần, ông phải bán căn nhà ở Paris và khoảng 1.400 hecta đất và làm đơn xin Quốc hội Hoa Kỳ giảm bớt một phần nợ của gia đình và được chấp nhận một khoản là 30.000 USD . Người kế nhiệm John Quincy Adams đã từng viết về Monroe: "Monroe từng liên tục gặp những may mắn lớn, chưa bao giờ phải đối mặt với bất cứ biến cố nào. Ông đã có một sự nghiệp vẻ vang, được thưởng về tiền nhiều hơn bất cứ người nào kể từ khi lập quốc. Con người này giờ đây đang chết dần chết mòn, ở tuổi 73, trong sự khốn khó và bần hàn" .